# Astragalus creticus
Astragalus creticus — вид квіткових рослин з родини бобових (Fabaceae). Ареал охоплює такі країни: Греція (Крит).

## Середовище
Для виду з алопатричним поширенням визначено два підвиди: subsp. creticus та subsp. minoicus. Astragalus creticus subsp. creticus зустрічається на карбонатному субстраті на висоті 1200–2450 м і колонізує кам'янисті місця з тонким шаром ґрунту грубої текстури. Зазвичай він росте на сонячних та вітряних поверхнях, де є членом чагарникових подушкових угруповань. A. creticus subsp. minoicus росте на висоті 900–1100 м над рівнем моря, у субмонтанному поясі, що характеризується мезомедитерранійським субгумідним кліматом. A. creticus subsp. minoicus належить до колючих, подушкових угруповань. Головною загрозою для рослинності, де росте цей вид, є надмірний випас худоби, але оскільки це колючий чагарник, він захищений від випасу. Крім того, будівництво доріг незначною мірою вплинуло на середовище існування рослини.